# 永遠かもしれない
『永遠かもしれない』（とわかもしれない）は、赤石路代による日本の漫画作品。
『少女コミックCheese!』（小学館）にて、1997年10月号から2000年6月号まで連載されていた。単行本全8巻、文庫本全4巻。
また本作の続編となる「天の神話 地の永遠」が『ミステリーボニータ』（秋田書店）で不定期連載された。

## あらすじ
アメリカ・ニューヨーク。重度の心臓病を患う17歳の少女・黄金原こすもは、RhマイナスAB型という珍しい血液型のため、なかなか臓器提供者が現れず、奇跡を待ちわびる日々を送るも限界が近づき命のともし火が消えようとしていた。
同じ頃、日本最高位の巫女〈日巫子〉であり初代に匹敵する力を持つと言われる99代目〈日巫子〉も、巫女守・日嗣と共にニューヨークにいた。99代目は車に轢かれそうになった少女を守り命を落とすが、偶然か必然かこすもと同じRhマイナスAB型の99代の心臓はこすもに移植される。
日嗣は、99代目の心臓を持つこすもを命をかけて守ろうとする。最初はそれだけだったが、次第にこすもは99代目の力だけに頼らない100代目〈日巫子〉として覚醒していく。

## 登場人物

### 主要人物
黄金原こすも（こがねはら こすも）
高校2年生。99代日巫子の心臓を移植され、100代日巫子となる。移植を受けるまで、生まれてからずっと生と死の狭間を行き来するような人生を送ってきたため、“命”に関わることには敏感で、自分の命をも厭わず他人を助けようとするところがある。日嗣のことを好きになってしまう。実は元々こすもは月読の加護を受ける身であるため、太陽が沈んでいる間も能力が落ちない。鹿島神宮での事件を機にツクヨミの憑坐であることが判明し、それまで夜も導きを受けてきた謎が明らかに。アマテラスの日巫子でありツクヨミでもあるこすも、スサノオの日嗣を得て日本を加護する力は絶大なものとなる。
日嗣（ひつぎ）
日巫子の巫女守。4歳の時に幽宮（かくれのみや）に引き取られて以来、99代日巫子を命を賭けて守ってきた。自身は捨て子だと思い込んでいるが、両親は事故死した。日巫子の心臓を持ったこすもを守ると誓い、やがてこすもへの気持ちに気づくのだが、天狼が憑かせた犬神が吸収されたことと韴霊剣を手にしたことでスサノオの力が覚醒してしまう。しかし、恋の闇に囚われた99代目が殺せと命じた時のように、こすもを守るという誓いは彼の中で絶対であるため、我が身を投げ出し求める彼女の心に日嗣は己を取り戻す。

### 幽宮
99代目〈日巫子〉
初代に並ぶ力を持つと言われた。事故で亡くなるが、日吉が行った儀式により甦る。しかし、欠けた臓器を元に戻す「足玉（たるたま）」で蘇生したことで生き血を飲まなければ生きていけない身体となる。こすもと日嗣が惹かれ合う姿を見て心に秘めていた恋心が爆発し、無関係の人々を操ったり殺戮を犯してしまうが、こすもの優しさと彼女に惹かれてもまだ思い遣ってくれる日嗣を前に、首を掻き切って河に身を投げた。まだ98代目〈日巫子〉が存命の頃に幽宮に来るが、まだ9歳という幼さゆえの残酷さで彼女を傷つけたこともある。98代目が病死した翌年、僅か10歳で99代目〈日巫子〉を継いだ。
日吉（ひよし）
日巫子を守る巫女守の1人。99代目〈日巫子〉を強く慕っており、生と死の理を歪めて蘇生させてしまう。ところが、術に使った勾玉は死者を蘇らせる「死返玉（まかるがえしのたま）」ではなかったため、99代目の蘇生は不完全だった。紆余曲折を経て、こすもの真の力を知り、心から彼女を100代日巫子と仰ぎ支えてゆく。
柊竜香（ひいらぎ りゅうか）
長虫（蛇）神社の巫女。蛇を操る。
天狼景正（てんろう かげまさ）
狼・大口の真神を神とする犬使いで犬神を操る。真神神社の神和。99代目〈日巫子〉のことが好きだったため、日嗣が99代目を裏切ったと思い怨んでいた。しかし、こすもに出会い鹿島神宮で地震を鎮めた際の彼女がツクヨミを招神したのを見て、こすもを100代日巫子と認めた。それ以降は彼女を守り従う。
番外編「野薔薇（のいばら）の庭」で再会したガーデニングデザイナーの神藤千夏という幼馴染の恋人がいる。
日照（ひしょう）
97代および98代日巫子の巫女守。本名は「光照（こうしょう）」。97代の死後、日嗣と共にこすもを守る。氷雪神を招神する。氷雪神は日照のことを愛しており、いつ何時も日照の招神に応じるが、日照の裏切りを決して許さない。98代日巫子との仲も彼女が癌で余命幾ばくもない身となってから、束の間の恋は辛うじて見逃して貰った。いつしかこすもに惹かれてしまったため、氷雪神の嫉妬の矛先は彼女に向ってしまう。常世神との死闘で還らぬ人となる。
実は亡き97代より日嗣の監視もとい、スサノオが覚醒しないように100代と日嗣を助けるよう命じられて幽宮にやってきた。しかし、天狼が99代に固執するあまり誤解による恨みから犬神を日嗣の心の闇に憑かせ、こすもに対する執着を強めてしまう。ただでさえ恋をすると独占欲が強くなりトラブルの元となるため、こすもに"スサノオに気をつけるように"との97代の遺言を打ち明けられずにスサノオ覚醒を迎えてしまった。
98代目〈日巫子〉
番外編『そして白くふりつもる』に登場する、99代よりも一つ先代の98代日巫子。日照（光照）が15歳の頃より巫女守として仕えていたが、癌のため夭折。歴代日巫子の中では力の弱い部類だったもよう。

### 敵対者
倉端みずき（くらはし みずき）
高校1年生。蚕を祀り神とする天蚕（てぐす）神社の息子で神和を務める。亡き母はそこの巫女だった。白い蛾を使神（みさきがみ）として使うなど、蟲を操ることができる。妹あずみの死を受け入れられずに常世神の力を借りるが、後に自分の弱さに気づき妹の安らかなる死をこすもに請い願う。
倉端あずみ（くらはし あずみ）
みずきの妹。幼い頃から病弱で、「生きたい」という強い願いを持つ。スサノオとして覚醒した日嗣を大王（おおきみ）として日本を常世神の支配下に置こうとする。妹の死を受け入れるべきだと悟ったみずきの願いにより、こすもに浄化されて静かに眠りに就いた。

### その他
咲子（さきこ）
富士浅間神社の木花開耶姫のための巫女。しかし、両親が勝手に仕える神を変えても岩長姫の巫女であるため、木花開耶姫の声を聞くことは叶わずに災厄を止めることは出来なかった。
咲美（さくみ）
伊豆雲見浅間神社の岩長姫のための巫女。咲子の双子の姉。木花開耶姫の巫女定だったが、顔に大火傷を負い「岩長姫の巫女より醜くてはいけない」という言い伝えを宮司である両親が歪めて受け止めてしまったため、岩長姫の巫女に無理やり変えられ咲子と立場が逆転した。家族から遠ざけられ哀しみに沈む日々を過ごし、妹を蘇らせようとするみずきにつけ込まれてしまう。後にこすもに心を救われた彼女は咲子と和解し、常世神によりスサノオとして覚醒してしまった日嗣との戦いに苦悩するこすもを支え、彼女を励ますのだった。

## 用語
日巫子（ひみこ）
日本の政治を影で動かしてきたのは、神がかり的な力を持った陰陽師や霊能力者などであった。中でも、日巫子はアマテラスの器となるほど最も強力な力を持つ巫女であるが、初代・日巫子（卑弥呼）が暗殺されて以来、表舞台には出ずに幽宮で時の為政者の相談に乗っていた。日巫子を蔑ろにすると必ず災厄が起こると言われている。次代が決定していれば、結婚などで引退することも出来る。“日”の巫女であるため、冬至が近い時期や夜・雨の日などには全力を発揮できない。しかし、ツクヨミを招神できるこすもは例外である。
巫女守（みこもり）
日巫子を守る。名前には必ず“日”の字が与えられる。日嗣、「日照」、「日吉」など。
十種の神宝（とくさのかんだから）
旧事本紀にも書かれている神宝。
- 八握の剣（やつかのけん）：日嗣が使う。
- 蜂の比礼（はちのひれ）：虫を寄せ付けないと言われる。比礼（ヒレ）とは薄い布のようなもの。比礼はこの他に2種類(品物比礼と蛇比礼)があるが所在は不明。
- 生玉（いくたま）：勾玉。99代日巫子が死ぬ直前に日嗣に託した。怪我の治癒など回復を早める効果がある。
- 足玉（たるたま）：欠けたものを補う力を持つ勾玉。99代日巫子はこの足玉によって復活した。
- 道返玉（ちがえしのたま）：魂を鎮める力を持つ勾玉。
- 死返玉（まかるがえしのたま）：死者を甦らせる力を持つ勾玉。
- 澳津鏡（おきつかがみ）：真実の姿を映す。この他に「辺津鏡（へつかがみ）」という鏡も存在する。

三種の神器（三種の神器）
旧事本紀にも書かれている神器。
- 八咫鏡（やたのかがみ）:アマテラスの太陽の力を持つ鏡で、伊勢神宮に奉斎されている。作中では一度だけこすもがアマテラスの力を降臨させるために使用している。
- 草薙剣（くさなぎのつるぎ）:熱田神宮に奉斎されているスサノオの力を宿す剣で、常世神に取り込まれたあずみによって覚醒した日嗣が強奪し使用。

残りの三種の神器では八尺瓊勾玉（やさかにのまがたま）も存在するが、作中には登場していない。
その他の神器
- 韴霊剣:鹿島神宮に収められている剣で、日嗣が使用した剣のうちの一つ。

幽宮（かくれのみや）
日本中に複数存在する、日巫子が居住する宮の総称。他に、華の宮・水の宮・京の宮などがある。
- 天の宮：横浜ランドマークタワーの展望台の更に上にある。天（太陽）に最も近いところにあるためこう呼ばれる。
- 雪の宮：金沢にある。97代日巫子が臥せっていた。

犬神（いぬがみ）
ネズミくらいの大きさで、人に取り憑き害をなす。人の悪意を餌にして増殖していく。取り憑いた人間の精神までを食い尽くすこともある。この内の1匹はこすもに懐き、後に彼女を助けるために子犬くらいの大きさにまで成長した。
倉稲魂神（うかのみたまかみ）
稲荷神。全国各地に存在する稲荷神社の神。こすもは「狐さん」と呼び親しむ。
常世神（とこよのかみ）
日本書紀にも書かれている、大化の改新の頃に、貧しい者は富み、老いた者は若返るとして流行った神。蟲を御神体とする。邪教として根絶やしにされた。

## 番外編
そして白くふりつもる
『少女コミックCheese!』2000年5月20日増刊号 掲載
コミックス版および文庫版共に最終巻およびミステリーボニータ2007年9月号付録「永遠の神話」に収録
作中では名前のみが登場する98代日巫子と巫女守の悲恋の物語。地元に古くから伝わる神社の息子・光照（こうしょう）。宮司である父親の実子ではないものの、兄弟中で最も強い神和の力を顕した。15歳になった光照は、98代日巫子の巫女守として、“日照”の名を与えられる。
野薔薇の庭（のいばらのにわ）
『プチコミック』2001年10月号 掲載
「デザートストーム」およびミステリーボニータ2007年9月号付録「永遠の神話」・ミステリーボニータ2020年6月特大号の付録「巫女守たちの日々」に収録
小さな花屋を営む千夏は、ガーデニングデザイナーとして大きな屋敷のデザインを任せられる。幼い頃からなぜか千夏の周りに現れる天狼、そして、その度に千夏の周りで不吉な出来事が起こる。再会して懐かしい想い出がよみがえりながらも千夏は、天狼は死神ではないかと疑念を抱く。犬神憑きとなった者の運命を描く。